# Liste von Kraftwerken in Argentinien
Die Kraftwerke in Argentinien werden sowohl auf einer Karte als auch in Tabellen (mit Kennzahlen) dargestellt. Die Liste ist nicht vollständig.

## Installierte Leistung und Jahreserzeugung
Laut CIA verfügte Argentinien im Jahr 2020 über eine (geschätzte) installierte Leistung von 44,731 GW; der Stromverbrauch lag bei 121,563 Mrd. kWh. Der Elektrifizierungsgrad lag 2020 bei 99 % (99 % in den Städten und 85 % in den ländlichen Gebieten). Argentinien war 2020 ein Nettoimporteur von Elektrizität; es exportierte 0,261 Mrd. kWh und importierte 7,802 Mrd. kWh.
Laut der Comisión Nacional de Energía Atómica (CNEA) lag die installierte Leistung der Kraftwerke im Jahr 2022 bei 42,906 GW, davon entfielen auf konventionelle Wärmekraftwerke 25,275 GW (58,91 %), auf Wasserkraftwerke 11,358 GW (26,47 %), auf Windkraftanlagen 3,291 GW (7,67 %) und auf Kernkraftwerke 1,763 GW (4,11 %).
Laut der Energy Information Administration (EIA) stieg die installierte Leistung von 13 GW im Jahr 1980 auf 46 GW im Jahr 2021; die Jahreserzeugung stieg von 42 Mrd. kWh im Jahr 1980 auf 147 Mrd. kWh im Jahr 2021.
Installierte Leistung (in GW). Quelle: EIA
Jahreserzeugung (in Mrd. kWh). Quelle: EIA

## Karte
| Agua del Toro |

| Aluar |

| Alicurá |

| Arroyito |

| Atucha |

| Cabra Corral |

| Cerros.Colorados |

| Costanera |

| El Chocón |

| Embalse |

| Futaleufú |

| Jose.de.San.Martin |

| Los Caracoles |

| Los Reyunos |

| Manuel.Belgrano |

| Nihuil II |

| Nuevo Puerto |

| Pichi.Picún.Leufú |

| Piedra.del.Águila |

| Potrerillos |

| Río Grande |

| Salto Grande |

| San Nicolas |

| Termoandes |

| Tucumán |

| Urugua-í |

| Yacyretá |

## Kernkraftwerke
| Name    | Block | Reaktortyp | Modell          | Status           | Netto- leistung in MW | Brutto- leistung in MW | Baubeginn  | Erste Netzsyn- chronisation | Kommer- zieller Betrieb (geplant) | Abschal- tung (geplant) | Einspeisung in TWh |
| ------- | ----- | ---------- | --------------- | ---------------- | --------------------- | ---------------------- | ---------- | --------------------------- | --------------------------------- | ----------------------- | ------------------ |
| Atucha  | 1     | PHWR       | PHWR KWU        | In Betrieb       | 340                   | 362                    | 01.06.1968 | 19.03.1974                  | 24.06.1974                        | –                       | 94,10              |
| Atucha  | 2     | PHWR       | PHWR KWU        | In Betrieb       | 693                   | 745                    | 14.07.1981 | 25.06.2014                  | 26.05.2016                        | –                       | 17,76              |
| CAREM25 | 1     | PWR        | CAREM Prototype | In Bau seit 2014 | 25                    | 29                     | 08.02.2014 | –                           | –                                 | –                       | –                  |
| Embalse | 1     | PHWR       | CANDU 6         | In Betrieb       | 600                   | 648                    | 01.04.1974 | 25.04.1983                  | 20.01.1984                        | –                       | 133,62             |

## Wärmekraftwerke
| Name               | Block   | Inst. Leistung (MW) | Typ / Brennstoff | Status     | Anmerkung                                                                              |
| ------------------ | ------- | ------------------- | ---------------- | ---------- | -------------------------------------------------------------------------------------- |
| Aluar              | 1 bis 2 | 760                 | GuD, Erdgas      | in Betrieb | 1 × 465 MW (3 × 155 MW), 1 × 120 MW (3 × 40 MW); 6 Gasturbinen: 2 × 40 MW, 4 × 22,5 MW |
| Costanera          | 1 bis 2 | 2.324               | GuD, Erdgas      | in Betrieb | 1 × 850 MW (2 × 264, 1 × 322 MW), 1 × 321 MW (1 × 218, 1 × 103 MW); 6 weitere Blöcke   |
| Jose de San Martin |         | 825                 | Erdgas           | in Betrieb |                                                                                        |
| Manuel Belgrano    |         | 830                 | Erdgas           | in Betrieb |                                                                                        |
| Nuevo Puerto       |         | 1.019               | Erdgas           | in Betrieb |                                                                                        |
| San Nicolas        |         | 650                 | Kohle            | in Betrieb |                                                                                        |
| Termoandes         |         | 643                 | Erdgas           | in Betrieb |                                                                                        |
| Tucumán            |         | 1302                | GuD, Erdgas      | in Betrieb | El Bracho: 473 MW; San Miguel de Tucumán: 382 MW; Tucumán: 447 MW                      |

## Wasserkraftwerke
In Argentinien gibt es zahlreiche Wasserkraftwerke. Es sind die Wasserkraftwerke aufgeführt, die eine installierte Leistung von mehr als 100 MW haben.

### > 1000 MW
| Name              | Anz. Turb. | Inst. Leistung (MW) | Fluss       | Status     | Anmerkung    |
| ----------------- | ---------- | ------------------- | ----------- | ---------- | ------------ |
| Alicurá           | 4          | 1050                | Río Limay   | in Betrieb | 4 × 262,5 MW |
| Corpus Christi    |            | 3000                | Río Paraná  | geplant    |              |
| El Chocón         | 6          | 1227                | Río Limay   | in Betrieb | 6 × 204,5 MW |
| Garabí            |            | 2600                | Río Uruguay | geplant    |              |
| Piedra del Águila | 4          | 1400                | Río Limay   | in Betrieb | 4 × 350 MW   |
| Salto Grande      | 14         | 1890                | Río Uruguay | in Betrieb | 14 × 135 MW  |
| Yacyretá          | 20         | 3100                | Río Paraná  | in Betrieb | 20 × 155 MW  |

1. 1 2 3 4  Es handelt sich um ein binationales Kraftwerk.

### > 100 MW
| Name              | Anz. Turb. | Inst. Leistung (MW) | Fluss           | Status     | Anmerkung              |
| ----------------- | ---------- | ------------------- | --------------- | ---------- | ---------------------- |
| Agua del Toro     | 2          | 150                 | Río Diamante    | in Betrieb | 2 × 75 MW              |
| Arroyito          | 3          | 127                 | Río Limay       | in Betrieb | 3 × 42,66 MW           |
| Cabra Corral      | 3          | 103,8               | Río Salado      | in Betrieb | 3 × 34,6 MW            |
| Cerros Colorados  |            | 479                 | Río Neuquén     | in Betrieb |                        |
| Cóndor Cliff      |            | 950                 | Río Santa Cruz  | in Bau     |                        |
| Futaleufú         | 4          | 472                 | Río Futaleufú   | in Betrieb | 4 × 118 MW             |
| La Barrancosa     |            | 360                 | Río Santa Cruz  | in Bau     |                        |
| Los Caracoles     | 2          | 125                 | Río San Juan    | in Betrieb | 2 × 62,6 MW            |
| Los Reyunos       | 2          | 224                 | Río Diamante    | in Betrieb | 2 × 112 MW             |
| Nihuil II         | 6          | 131                 | Río Atuel       | in Betrieb | 4 × 20 MW, 2 × 25,6 MW |
| Pichi Picún Leufú | 3          | 261                 | Río Limay       | in Betrieb | 3 × 87 MW              |
| Potrerillos       | 4          | 120                 | Río Mendoza     | in Betrieb | 4 × 30 MW              |
| Río Grande        | 4          | 750                 | Río Grande      | in Betrieb | 4 × 187,5 MW           |
| Urugua-í          | 2          | 120                 | Arroyo Urugua-í | in Betrieb | 2 × 60 MW              |

1. 1 2  Es handelt sich um ein Pumpspeicherkraftwerk.

## Windenergieanlagen
Ende 2024 waren in Argentinien Windkraftanlagen (WKA) mit einer installierten Leistung von 4319 MW in Betrieb, Ende 2023 waren es 3704 MW gewesen.